# Лівоцентризм
Лівоцентризм («Зліва від політики центру» — ред.) — термін, що використовується для опису поміркованих лівих політичних поглядів, що знаходяться в опозиції з сильними лівими групами, особливо комуністами. Лівоцентристи вірять у роботу в рамках встановлених систем для поліпшення соціальної справедливості. Лівоцентристський погляд сприяє ступеню соціальної рівності, вважаючи, що це може бути досяжним тільки шляхом заохочення рівних можливостей. Розвитку лівоцентризму сприяла удача егалітаризму, який підкреслює той факт, що досягнення рівності вимагає особистої відповідальності в певній області через контроль з боку окремої людини завдяки своїм здібностям і талантам, а також соціальної відповідальності в тих областях, що є поза контролем з боку окремої людини через свої сили або таланти.
До цієї категорії в основному включають соціал-демократів, соціальних лібералів і велику частину зелених політиків. Завдяки еволюції поглядів, більшість соціал-демократичних партій, які історично сформувались з робочого руху і соціалізму, вважаються сьогодні лівоцентристськими (наприклад, британська Лейбористська партія). Лівоцентристські партії прийняли принцип ринкової економіки, однак виступають за державне втручання в економіку.
Лівоцентристи протистоять широкому «розриву» між багатими і бідними та підтримують помірні заходи зі скорочення економічного розриву, наприклад, прогресивного прибуткового податку, законам, що забороняють дитячу працю, мінімальним законам заробітної плати, законам, що регулюють умови праці, обмеження на кількість робочих годин, і законам, що забезпечують право працівників організації. Відповідно до цих поглядів, на відміну від крайніх лівих, як правило, стверджується, що повна рівність результатів не представляється можливою, але замість цього рівні можливості підвищує ступінь рівності результатів у суспільстві.

## Історія

### Походження та роль у Франції
Термін «лівоцентристський» з'явився під час французької «Липневої монархії» у 1830 році, під час політико-історичного етапу протягом Королівства Франції, коли будинок Орлеанських царював під майже парламентською системою. Лівоцентристи були далеко зліва, складалися із республіканців у тій же кількості, що і правоцентристи в складі Третьої партії і ліберально-консервативних доктринерів. За цей час лівоцентристами керували Адольф Тьєр, головою ліберально-націоналістичного руху партії, і Оділон Барро, який очолював популістську «Опозицію-династію». Лівоцентристський рух був, звичайно, орлеаністським (фр. Orléanist), але підтримував сильне застосування діаграми 1830 року: більше влади парламенту, розширення мужності виборчого права і підтримка зростання європейського націоналізму. Адольф Тьєр займав пост прем'єр-міністра короля Луї-Філіпа I двічі впродовж життя, у 1836 і 1840 роках, але він втратив прихильність короля і згодом втратив хороші відносини з останнім.
У Франції під час Другої республіки та Другої імперії лівоцентристи не були настільки сильними та організованими, але стали асоціюватись з групою помірних республіканців в парламенті. Нарешті, в 1871 р. Друга імперія впала, як наслідок поразки Франції у франко-пруській війні, і Адольф Тьєр відновив лівоцентристський рух після заснування Третьої республіки.На цей раз, лівоцентристський рух був утворений помірними республіканцями, тобто «опортуністами», антироялістами, лібералами і радикалами з республіканського союзу. Під час Третьої республіки лівоцентристами керували такі політичні та інтелектуальні фігури, як Жуль Дюфор, Едуар Рене де Лабуле, Шарль де Ремюз та ще велика кількість відомих постатей у французькій історії.
У Європі «центр-ліві» з'явилися, починаючи з 1860-х років, в основному в Іспанії і Італії. В Італії все почалося з коаліції ліберальних Камілло Бенсо і прогресивного Урбано Раттацці, глав відповідно правих і лівих груп в парламенті. Цей союз був названий «connubio» («шлюб») для його опортуністичних характеристик. У 1900-х роках позиції лівоцентристів були виражені людьми і партіями, які вірили в соціал-демократію і демократичний соціалізм, а деякі ліберали чи християнські демократи були пов'язані з центральними лівими. Нині лівоцентристські партії в Європі возз'єдналися в соціал-демократичну партію європейських соціалістів і екологів Європейської партії зелених.
Однак в англосаксонській політиці (особливо Сполучені Штати та Об'єднане Королівство), лівоцентристи з'явилися більш пізно, на початку 1900-х років, коли криза ліберальних партій і підняття соціалізму викликало сильне розділення між правими партіями (консерватори) і ліві партії (прогресисти і соціалісти), ліворуч правоцентристські і лівоцентристський тільки термін, щоб визначити помірні політики або групу. Нині англосаксонські лівоцентристські партії: Ліберальна партія Канади, британські лейбористи і його австралійський відповідник. У Сполучених Штатах — це Демократична партія альтернативних лібералів із центристськими і консервативними поглядами, тому тільки сучасні ліберальні демократи є значними «лівоцентристами».

## Лівоцентристські погляди
Основні ідеології лівоцентристів є соціал-демократія, соціальний лібералізм, демократичний соціалізм, і зелена політика. У всьому світі лівоцентристські групи у цілому підтримують:
- змішану економіку, що складається з державної власності або субсидованих програм освіти, загальної політики охорони здоров'я, догляду за дітьми та пов'язаних із ними соціальних послуг для всіх громадян;
- корисну систему соціального забезпечення, із заявленою метою протидії проти наслідків бідності і страхуванням населення від втрати доходу в результаті хвороби, безробіття або виходу на пенсії (так звані національні страхові внески);
- державні органи, які регулюють приватне підприємство в інтересах працівників і споживачів шляхом забезпечення трудових прав (тобто підтримки доступу працівників до профспілок), захисту прав споживачів і сумлінної конкуренції на ринку;
- прогресивне оподаткування, що охоплює податкові пільги і субсидії для тих, хто є за межею бідності (від уряду);
- податок на майно і / або податок на додану вартість для фінансування державних витрат;
- державні інвестиції і кейнсіанська економіка.

Ці характеристики можуть бути використані для наголошення на поглядах на навколишнє середовище, релігії, суспільної моралі, і так далі, але вони, як правило, не є визначальними, оскільки правоцентристські партії можуть зайняти аналогічні позиції з цих питань. Лівоцентристська сторона може або не може бути більш стурбованою щодо скорочення промислових викидів, ніж правоцентристські партії.

### Лівоцентристські публікації
- The Guardian
- New Statesman[en]